# Aleksandar Jovanović (general)
Aleksandar Jovanović(srbsko: Александар Јовановић) , srpski general, * 1918, † ?.

## Življenjepis
Leta 1939 je postal član KPJ in leta 1941 je sodeloval pri organizaciji NOVJ. Med vojno je bil politični komisar več enot.
Po vojni je končal VVA JLA in bil med drugim profesor Katedre za strategijo VVA JLA.